# Paulet
El Paulet es un cohete sonda de fabricación peruana que tiene por propósito el estudio de los fenómenos que ocurren en la atmósfera. Lleva su nombre en honor a Pedro Paulet, pionero peruano de la astronáutica.

## Historia
El 26 de diciembre de 2006 se lanzó el denominado «Paulet 1» desde la base de la Fuerza Aérea del Perú en Pucusana, al sur de Lima. Durante su vuelo, alcanzó la velocidad supersónica de Mach 5, hasta llegar a los 45 kilómetros de apogeo, para precipitarse después sobre el océano.

### Paulet 1-B
Al «Paulet 1» le sucedió el lanzamiento del cohete sonda «Paulet 1-B», el 11 de junio de 2013. El lanzador fue desarrollado por científicos de la Comisión Nacional de Investigación y Desarrollo Aeroespacial (Conida) y de la Fuerza Aérea del Perú.

### Paulet 1-C
En diciembre de 2021 se realizó el lanzamiento del «Paulet 1-C» con el propósito de comprobar el comportamiento del combustible producido para el cohete en la planta de propelente sólido de la Conida; validar el modelo aerodinámico empleado para el cálculo de la trayectoria con base en la telemetría de vuelo, y obtener información de las condiciones de la aceleración, presión, temperatura, velocidad a las que está sometida la carga útil durante el vuelo. Este cohete fue diseñado con un peso de 82.576 kilogramos, una longitud de 2.471 metros, un diámetro del cohete (fuselaje) de 0.206 metros, un diámetro del empenaje de 0.680 metros y una carga útil de 8.408 kg.

## Especificaciones técnicas (Paulet 1)
- Longitud: 2,73 m
- Diámetro: 0,206 m
- Peso de combustible: 64 kg
- Peso total: 99 kg
- Carga útil: 5 kg
- Alcance: 100 km